# Лєсной (Бурятія)
Лєсной (рос. Лесной) — селище Тарбагатайського району, Бурятії Росії. Входить до складу Сільського поселення Заводське.
Населення —  6 осіб (2015 рік). 